# Revingeby
Revingeby – miejscowość (tätort) w Szwecji, w regionie administracyjnym (län) Skania, w gminie Lund.
Według danych Szwedzkiego Urzędu Statystycznego liczba ludności wyniosła: 534 (31 grudnia 2015), 536 (31 grudnia 2018) i 529 (31 grudnia 2019).